# Villaornate
Villaornate es una localidad española, cabecera municipal del ayuntamiento de Villaornate y Castro, en la provincia de León, situado en la Vega del Esla con una población de 236 habitantes según el INE. Está situado en la LE-510.

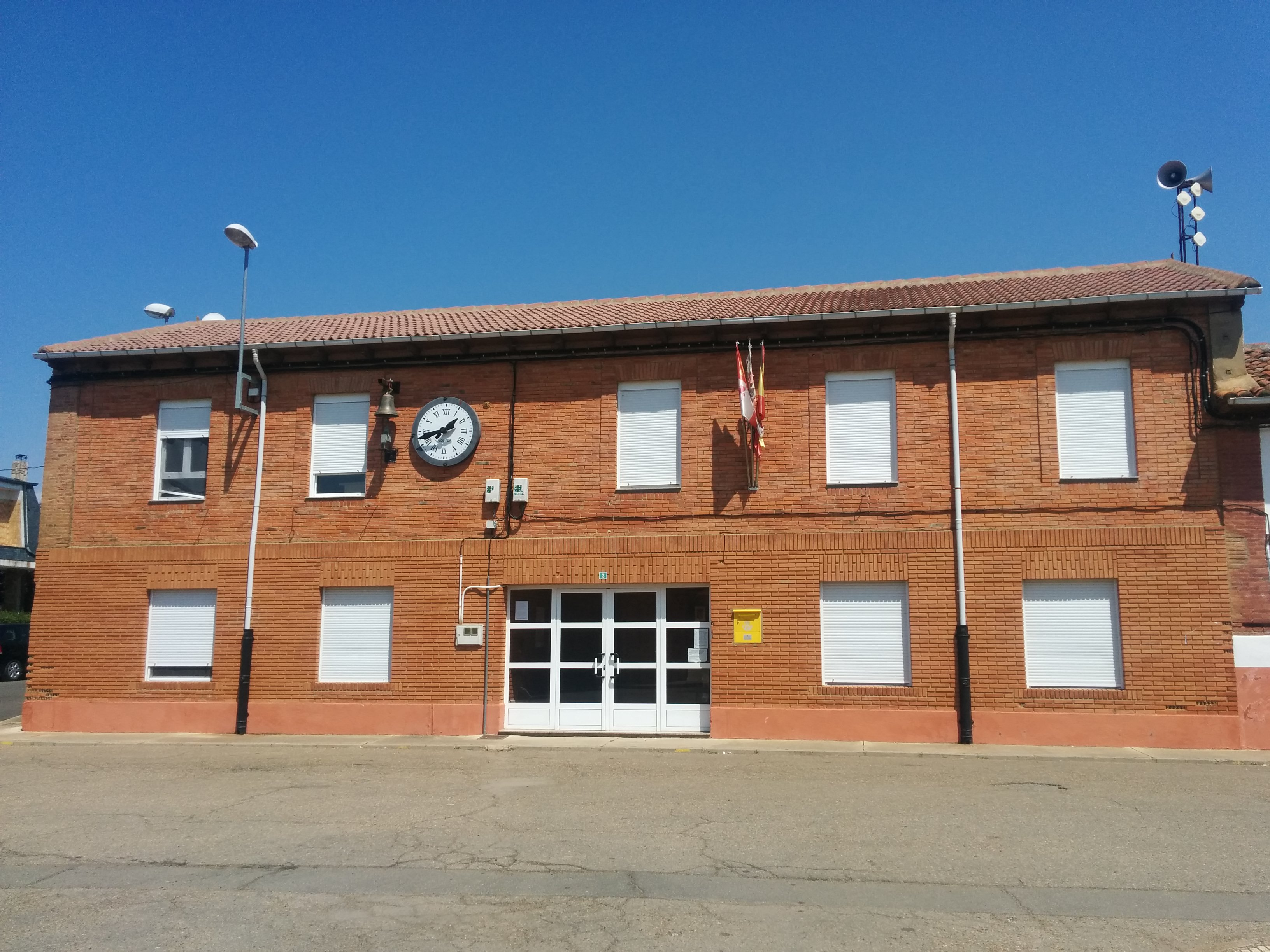
Casa consistorial de Villaornate

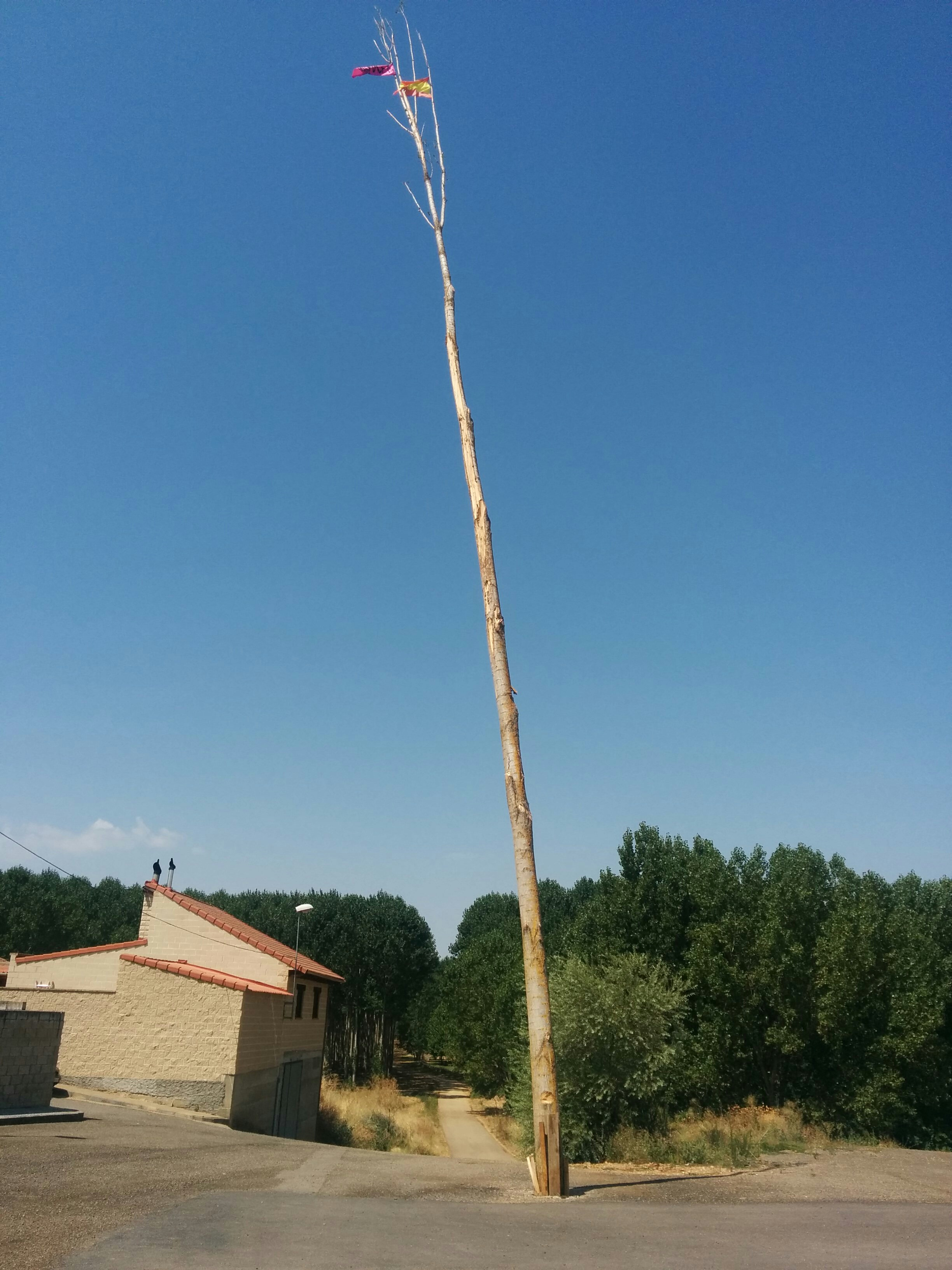
Árbol (mayo) en la localidad de Villaornate

## Demografía
| Gráfica de evolución demográfica de Villaornate entre 1842 y 1970 |
| |
| Población de derecho según los censos de población del INE Población de hecho según los censos de población del INE Entre el censo de 1981 y el anterior este municipio desaparece porque se integra en Villaornate y Castro |

Tiene 236 habitantes, 125 varones y 111 mujeres censados en el municipio.

## Cultura

### Festividades y eventos
19 de marzo. San José